# Pycnoplinthopsis bhutanica
Pycnoplinthopsis bhutanica là một loài thực vật có hoa trong họ Cải. Loài này được Jafri miêu tả khoa học đầu tiên năm 1972.